# Ortodroma
Ortodroma je najkraći put između dvije točke na zemaljskoj kugli ili općenitije, na sferi.

## Općenito
Ortodroma je luk glavne kružnice. Glavne kružnice ili velike kružnice su kružnice na sferi kojima je polumjer u prostoru isti polumjeru sfere, a središte u središtu sfere. Opseg im je jednak opsegu sfere. Definiraju se kao presjek sfere i ravnine u kojoj se nalazi središte sfere. Glavne kružnice dijele sferu na dvije sukladne hemisfere (polovice sfere).
Svi meridijani na Zemlji su ortodrome, kao i ekvator, no ostale paralele to nisu, jer opisuju manje kružnice kojima središte nije u središtu sfere. Tako je najkraći put između dviju točaka na istom meridijanu po tom meridijanu, no najkraći put između dvije točke na istoj paraleli nije njen luk nego luk druge kružnice (koji se doima kao dulji put na mnogim projekcijama, kao što je npr. Mercatorova). Najkraći mogući luk između bilo koje dvije točke na površini Zemlje je uvijek luk ortodrome koja prolazi kroz obje točke.

## Loksodroma
Vezani koncept važan u nautici je loksodroma. To je krivulja koja presijeca sve meridijane pod istim kutom (držanje istog kursa). Na konformnim projekcijama loksodrome su ravne linije. Što je veća razdaljina između nekih dviju točaka na površini Zemlje duži je i put po loksodromi u usporedbi s putom po ortodromi. 
Pri manjim udaljenostima između dvije točke na površini Zemlje nema velike razlike između ortodromskog i loksodromskog pravca puta i lakše je zadržati pravac po loksodromi presijecajući meridijane uvijek pod istim kutom. Putujući po ortodromi pravac se tijekom puta mora mijenjati jer veliki krugovi sijeku meridijane pod različitim kutovima. Pri velikim udaljenostima između dvije točke put po ortodromi se znatno skraćuje štedeći tako gorivo i vrijeme njegovog trajanja. Linije ekvatora i meridijana kao jedne od linija velikog kruga površine Zemlje, istodobno su i ortodrome i loksodrome.

## Vanjske poveznice
- Ortodroma u Hrvatskoj enciklopediji